# Eparchia brzeska i kobryńska

Eparchia brzeska i kobryńska na tle podziału administracyjnego Egzarchatu Białoruskiego

Eparchia brzeska i kobryńska – eparchia Egzarchatu Białoruskiego Patriarchatu Moskiewskiego obejmująca Brześć i obszar dzisiejszych rejonów obwodu brzeskiego: bereskiego, brzeskiego, drohiczyńskiego, kamienieckiego, kobryńskiego, małoryckiego, prużańskiego i żabineckiego. Katedralnym soborem diecezji jest sobór św. Szymona w Brześciu, zaś konkatedrą – sobór św. Aleksandra Newskiego w Kobryniu.
W 2020 r. eparchia liczyła 203 parafie, 224 cerkwie i 230 duchownych (w tym 210 prezbiterów, 20 diakonów).

## Historia

### Patriarchat Konstantynopolitański
Eparchia brzeska i kobryńska nawiązuje do tradycji chrztu Rusi i diecezji działającej na terenie ziemi brzeskiej, leżącej wówczas w księstwie turowskim. W połowie XII w. wraz z przejściem Brześcia pod władzę książąt halicko-wołyńskich tutejsi prawosławni znaleźli się pod jurysdykcją biskupów halicko-włodzimierskich, używających tytułu biskupów włodzimiersko-wołyńskich i brzeskich. Brzeska cerkiew św. Mikołaja zaczęła pełnić funkcje centrum protopopii. Tu odbyły się m.in. synody biskupów ruskich z udziałem niższego duchowieństwa i świeckich (sobory) w 1590, 1594, 1596. W efekcie ostatniego z nich doszło do unii brzeskiej, której jednym z głównych architektów był ówczesny biskup włodzimierski i brzeski Hipacy Pociej. Zlikwidowano wówczas eparchię prawosławną, a w jej miejsce utworzono unicką diecezję włodzimierską, która przejęła większość parafii i cerkwi poprzedniej diecezji prawosławnej. Miejscowi dyzunici, wśród których czołową rolę odgrywały brzeskie bractwa cerkiewne oraz Atanazy Brzeski, ihumen monasteru św. Symeona, uznawali zwierzchnictwo prawosławnych biskupów łuckich, mohylewskich i mińskich.

### Patriarchat Moskiewski
Na podstawie rozejmu w Andruszowie i traktatu Grzymułtowskiego prawosławni w Rzeczypospolitej Obojga Narodów znaleźli się pod protektoratem Rosji, a w 1686 patriarcha Konstantynopola oficjalnie uznał przejęcie jurysdykcji nad nimi przez Patriarchat Moskiewski. Tymczasem w ramach greckokatolickiej diecezji włodzimierskiej w 1765 utworzono biskupstwo brzeskie, które po III rozbiorze Rzeczypospolitej (1795) i podziale terytorium diecezji włodzimiersko-brzeskiej między monarchię Habsburgów, Imperium Rosyjskie i Królestwo Prus zostało skasowane. W 1798 powołano jednak samodzielną unicką diecezją brzeską.
Rosyjska polityka likwidowania Kościoła unickiego spowodowała, że diecezja brzeska częściowo (1808), a następnie całkowicie (1828) weszła w skład diecezji wileńskiej. Po synodzie połockim i likwidacji unii brzeskiej w guberniach zachodnich w 1839 wszystkich unitów na tych terenach podporządkowano Rosyjskiemu Kościołowi Prawosławnemu, którego struktury administracyjne znacznie się rozrosły.
6 marca 1839 utworzono eparchię brzeską, podporządkowaną 22 stycznia 1840 prawosławnej eparchii wileńskiej i litewskiej. Biskupi sufragani brzescy byli powoływani do 1900, kiedy z eparchii wileńskiej i litewskiej wydzielono eparchię grodzieńską i brzeską.

### Okres międzywojenny
Po I wojnie światowej, w latach 1921–1939 osiem dekanatów z obszaru ziemi brzeskiej wchodziło w skład w diecezji poleskiej w ramach Polskiego Autokefalicznego Kościoła Prawosławnego.

### II wojna światowa
Po zajęciu ziem wschodnich II Rzeczypospolitej przez ZSRR reaktywowano wikariat brzeski w ramach eparchii grodzieńskiej Rosyjskiego Kościoła Prawosławnego (24 marca 1941). Biskupem brzeskim został wówczas Benedykt (Bobkowski). Wkrótce jednak te tereny znalazły się pod okupacją III Rzeszy. Wówczas ziemia brzeska znalazła się w jurysdykcji Ukraińskiego Autonomicznego Kościoła Prawosławnego.

### Okres powojenny
Po wyzwoleniu Białorusi spod okupacji niemieckiej w 1944 utworzono niezależną eparchię brzeską w ramach Rosyjskiego Kościoła Prawosławnego. W 1948 na skutek nacisków władz sowieckich eparchia brzeska została zlikwidowana i włączona do eparchii grodzieńskiej, a w 1952 do mińskiej i białoruskiej.
W ramach Egzarchatu Białoruskiego Patriarchatu Moskiewskiego eparchia brzeska została reaktywowana 31 stycznia 1990 przez wydzielenie z terytorium eparchii pińskiej zachodniej części obwodu brzeskiego.

## Dekanaty
W 2020 r. w skład eparchii wchodziło 9 dekanatów:
- bereski (18 parafii)
- brzeski miejski (20 parafii)
- brzeski rejonowy (27 parafii)
- drohiczyński (25 parafii)
- kamieniecki (29 parafii)
- kobryński (34 parafie)
- małorycki (16 parafii)
- prużański (22 parafie)
- żabinecki (15 parafii)

## Monastery
Na terenie eparchii działają cztery monastery:
- monaster św. Atanazego Brzeskiego w Brześciu, męski
- monaster Przemienienia Pańskiego w Chmielewie, męski
- monaster Narodzenia Przenajświętszej Bogurodzicy w Brześciu (na Wyspie Szpitalnej Twierdzy Brzeskiej), żeński
- monaster Wszechmiłującego Zbawiciela (Spasski) w Kobryniu, żeński